# Sugarcult
Sugarcult – amerykański zespół muzyczny założony w 1998, lecz jako drugą datę założenia można też uznać rok 2000, gdyż wtedy Bena Davisa zastąpił Kenny Livingston – grający na perkusji – wtedy też zaczęła się właśnie ich poppunkowa kariera – gdyż wcześniej grali rocka z lat '70.
Nazwa zespołu wzięła się od zamieszkujących ich sąsiedztwo lesbijek, które nazywali właśnie Sugarcult.

## Skład
- Tim Pagnotta – śpiew, gitara
- Marko 72 – gitara
- Airin Older – gitara basowa
- Kenny Livingston – perkusja

Poprzedni członek:
- Ben Davis – perkusja

## Dyskografia zespołu
- Bluskies/Eleven (1999)
- Wrap Me Up In Plastic (2000)
- Start Static (2001)
- Palm Trees and Power Lines (2004)
- Back to the Disaster (2005)
- Lights Out (2006)

Single:
- "Bouncing Of The Walls"
- "Pretty Girl(The Way)"
- "Stuck In America"
- "She's The Blade"
- "Memory"
- "Do It Alone"
- "Los Angeles"